# دانييل بلاتزمن
دانييل جيمس بلازمن (Daniel James Patzman) من مواليد 28 سبتمبر 1986. هو موسيقي و كاتب أغاني و منتج و أهم دور له علي الإطلاق كونه عازف الطبل في فرقة إماجن دراجونس.

## روابط خارجية
- دانييل بلاتزمن على موقع IMDb (الإنجليزية)
- دانييل بلاتزمن على موقع ميوزك برينز (الإنجليزية)
- دانييل بلاتزمن على موقع ديسكوغز (الإنجليزية)
- دانييل بلاتزمن على موقع قاعدة بيانات الفيلم (الإنجليزية)